# Euphrasia campbelliae
Euphrasia campbelliae är en snyltrotsväxtart som beskrevs av Pugsiey. Euphrasia campbelliae ingår i släktet ögontröster, och familjen snyltrotsväxter. Inga underarter finns listade i Catalogue of Life.